# John Fisher (zapaśnik)
John Fisher (ur. 31 stycznia 1966) – amerykański zapaśnik w stylu wolnym. Brązowy medal mistrzostw panamerykańskich w 1998. Pierwszy w Pucharze Świata w 1997; drugi w 1993 i piąty w 1990. Złoto na mistrzostwach świata juniorów z 1984 roku. Zawodnik University of Michigan.